# Анди Мур
Анди Мур (на английски: Andy Moor) е DJ и продуцент.
Участва в проектите Leama & Moor, Tilt, Whiteroom и др. Има тракове, реализирани с лейбъли като Baroque Records, Anjunabeats, Pangea Recordings, Armada.
Създава свой собствен лейбъл, името му е AVA Recordings през 2006 година. В него се пускат различни стилове на електронната музика и могат да се чуят парчетата на музиканти като Дейвид Уест, Стийв Мей и други.
Анди Мур от ранна детска възраст се занимава с различни музикални инструменти. През 1999 година за първи път се появява на сцената със своята първа песен, като преди това се е занимавал с барокова музика. Още от 13-годишен той е известен със своите технически и музикални умения за миксиране на музика.